# Đại Huệ Tông Cảo
Đại Huệ Tông Cảo  (zh: 大慧宗杲 Ta-hui Tsung-kao, ja: Daie Sōkō, 1088–1163) là Thiền Sư Trung Quốc đời Tống, thuộc phái Dương Kì, tông Lâm Tế. Sư là pháp tử nổi danh nhất của Thiền Sư Viên Ngộ Khắc Cần. Sư nổi tiếng với việc đốt tập công án Bích nham lục. Sư là Tổ sáng lập Đại Huệ phái - một trong hai chi nhánh chính của phái Dương Kì bên cạnh Hổ Khâu phái của Thiền Sư Hổ Khâu Thiệu Long. Dưới Sư đào tạo được 94 đệ tử đạt Kiến tính, kỷ lục này đã gây chấn động Thiền tông đương thời. 
Sư rất đề cao việc sử dụng công án làm phương tiện giác ngộ, từ đây đây công án trở thành một thành phần quan trọng trong việc tu tập của dòng Lâm Tế và gây ảnh hưởng rất nhiều đến truyền thống Thiền tông Trung Quốc đời sau. Tư tưởng của Đại Huệ cũng được du nhập sang Triều Tiên, Nhật Bản, Việt Nam và rất có ảnh hưởng  đến Tông Lâm Tế ở Nhật Bản, Tào Khê Tông ở Triều Tiên và Thiền phái Trúc Lâm ở Việt Nam. 
Những cuộc tranh luận của Sư với Thiền Sư Hoằng Trí Chính Giác về Khán thoại thiền (Tông Lâm Tế) và Mặc chiếu thiền (Tông Tào Động) đã nêu rõ lập trường tư tưởng của hai tông này.

## Cơ duyên ngộ đạo
Sư họ Hề, quê ở Ninh Quốc, Tuyên Châu. Sư xuất gia năm mười ba tuổi, thụ giới cụ túc năm 17 tuổi. Mặc dù tuổi còn nhỏ nhưng Sư đã nghiên cứu xem rất nhiều Ngữ lục và rất thích những lời dạy của các vị tôn túc như Vân Môn, Mục Châu. Nhân lúc đọc các thiền ngữ này Sư nảy sinh lòng thắc mắc vì sao ban đầu chỉ có một vị Tổ Bồ-đề Đạt-ma mà sau lại phát sinh ra nhiều tông phái khác nhau. Nghe lời cha mẹ khuyên, Sư cất bước du phương.
Sư tham vấn rất nhiều vị Thiền Sư danh tiếng đương thời như Minh Giáo Thiện Trình, Động Sơn Đạo Vi, Hối Đường Tổ Tâm... nhưng đều không được cơ duyên khế hợp. Nhân dịp đến Thiền Sư Lặc Đàm Văn Chuẩn, Sư trổ tài hùng biện, Thiền Sư Văn Chuẩn rất phục nhưng lại bảo rằng: "Ông chỉ thiếu một tiếng Ồ. Nếu chẳng được tiếng Ồ này thì khi nói chuyện trong phòng ta thì có Thiền, khi ra khỏi thì hết, khi thức tỉnh thì có thiền, vừa nằm ngủ liền hết. Nếu như thế thì làm sao đối địch được sinh tử?". Trước khi thị tịch, Thiền Sư Văn Chuẩn khuyên Sư đến tham học với Thiền Sư Viên Ngộ Khắc Cần mới có thể liễu ngộ sinh tử đại sự và bảo Sư nghiên cứu kĩ Đại tạng kinh.
Sau khi Thiền Sư Văn Chuẩn thị tịch, Sư đến nhờ thừa tướng Trương Thiên Giác (đồng thời cũng là cư sĩ Thiền Tông ngộ đạo) đến làm bài minh trên tháp của Thiền Sư Văn Chuẩn và cùng Sư đến yết kiến Viên Ngộ.  
Niên hiệu Tuyên Hòa (1100-1126), Sư đến Viên Ngộ nhập viện. Sư sớm chiều thưa thỉnh nhưng sau một năm mà vẫn chưa sáng tỏ được đại sự. Một hôm, nhân lúc thăng tòa thuyết pháp, Viên Ngộ nhắc lại công án của Vân Môn (Tăng hỏi Vân Môn: "Thế nào là chỗ chư Phật xuất thân?", Vân Môn đáp: "Ngọn Đông sơn đi trên nước"). Rồi khai thị trước chúng: " Nếu là Thiên Ninh thì không như thế. Nếu có người hỏi thế nào là chỗ chư Phật xuất thân chỉ nói với y rằng gió nhẹ từ phương Nam đến thì điện các sinh mát mẻ". Sư nghe câu này hoát nhiên tỉnh ngộ, trình bày sở đắc nhưng Viên Ngộ chưa hoàn toàn công nhận. Sư tự than là đạo lí của Viên Ngộ giống như con chó nhìn chảo mỡ nóng, liếm cũng không được mà bỏ thì không đành. Viên Ngộ nhắc lại giai thoại tham vấn của mình nơi Ngũ Tổ Pháp Diễn: "Ta hỏi: "Câu có câu không như bìm nương cây, là thế nào?" Ngũ Tổ bảo: "Tả cũng tả chẳng thành, vẽ cũng vẽ chẳng được". Ta lại hỏi: "Chợt gặp cây ngã bìm khô thì thế nào?", Ngũ Tổ bảo: "Theo nhau lại vậy"". Sư nhân nghe đây triệt ngộ , Viên Ngộ bèn đem các công án nan giải trong Thiền Tông ra trắc nghiệm Sư đều đối đáp thông suốt không chút ngăn ngại. Viên Ngộ khen: "Cảo chẳng phải một đời hai đời làm Thiện tri thức lại (ý nói Sư nhiều đời tu hành, tham học nên vừa sinh ra đã là bậc thượng căn pháp khí, sớm được liễu ngộ) và ấn khả cho Sư. Đồng thời Viên Ngộ cũng trao cho Sư bộ Lâm Tế Chính Tông ký do ngài soạn để minh chứng cho sự truyền pháp. 
Không lâu sau, Thiền Sư Viên Ngộ chia pháp tòa cho Sư cùng thuyết pháp, tiếp dẫn đồ chúng đến tham học. Từ đó tùng lâm mỗi ngày càng hưng thịnh, danh tiếng của Sư vang rộng khắp nơi, tới tận kinh đô. Trong số những người đến tham học, hỏi đạo với Sư có cả hàng quan lại triều đình, học sĩ Nho Giáo đương thời. 

## Hoằng pháp

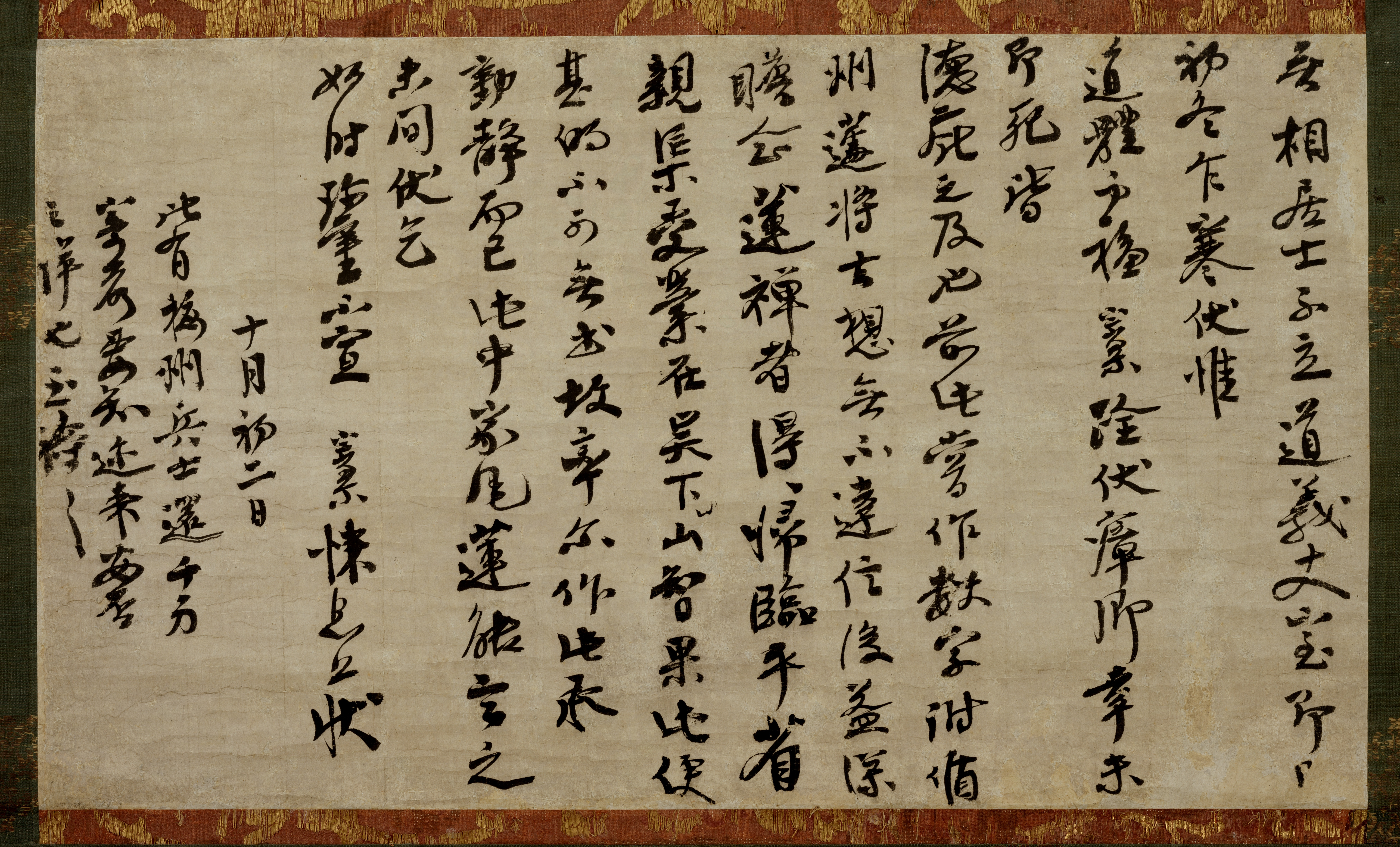
Lá thư của Thiền Sư Đại Huệ

Năm 1126, đầu niên hiệu Tĩnh Khang, Thừa tướng Lữ Thuấn Đồ tâu vua về công hạnh của Sư và vua ban cho Sư cà sa tử y và sắc phong hiệu là Phật Nhật Thiền Sư. 

Năm 1137, niên hiệu Thiện Hưng thứ 7, có quan thị lang là Trương Cửu Thành thỉnh Sư đến trụ trì ở Năng Nhân Thiền Tự,  Kính Sơn, phủ Lâm An, môn đệ khắp bốn phương tấp nập đến tham vấn rất đông, đồ chúng trụ tại chùa thường có đến cả ngàn người. Cách giáo hoá của Sư như vũ bão, thiền phong đánh, hét mạnh mẽ, tông phong đại thịnh, có thể gọi là cơ phong giáo hóa, tiếp dẫn người học tiêu biểu cho tông Lâm Tế hệ phái Dương Kì sau này:
Một vị tăng vừa vào cửa, Sư bảo: "Chẳng phải, đi ra!". Vị tăng liền ra, Sư bảo:" Không lường đại nhân, bị trong ngữ mạch chuyển". Kế một vị tăng vào, Sư bảo: "Chẳng phải, đi ra! Vị tăng đến gần", Sư bảo: "Đã nói với ông chẳng phải, lại đến gần tìm cái gì!" và đánh đuổi ra. Lại một vị tăng vào nói: "Hai vị tăng vừa rồi không hiểu ý Hòa thượng. Sư liền cúi đầu: "Hư!" một tiếng. Vị tăng này mù mịt không biết thế nào, Sư liền đánh đuổi ra và nói: "Lại là ông hiểu ý Lão tăng!". Lại một vị tăng vào. Sư hỏi: "Vừa rồi có hai vị Thượng toạ một người biết nắm chẳng biết buông, một người biết buông mà chẳng biết nắm, ông lại biện được chăng?". Tăng thưa: "Tất cả lĩnh thụ rồi". Sư bảo: "Sau khi lĩnh thụ rồi có tin tức tốt nào khác chăng?". Vị tăng vỗ tay một cái liền ra. Sư bảo: "Sau ba mươi năm ngộ đi vậy".
Năm  1141, niên hiệu Thiệu Hưng thứ 11, quan thị lang Trương Cửu Thành đến Kính Sơn theo Sư học Thiền, tình cờ bàn luận với Sư về tình hình triều chính đương thời. Bấy giờ Tần Cối thao túng quyền lực trong triều đình, âm mưu nghị hòa với người Kim, còn Trương Cửu Thành thuộc phe chủ chiến trong triều đình. Tần Cối dùng quyền lực uy hiếp, tiêu diệt bất cứ những ai không cùng ý kiến với mình. Tần Cối bèn bắt giam, xử tội Trương Cửu Thành, còn Sư vì giáo hóa Trương Cửu Thành nên bị Tần Cối gán tội bè đảng và bị tước pháp phục cà sa, chứng điệp và bị đày đến Hành Châu (Hành Dương, Hồ Nam). Tại đây, Sư tiếp tục giáo hóa, phát triển tông môn, người học vẫn quy tụ về đây theo Sư tham học. Trong thời gian này, Sư thu nhặt cơ duyên ngộ đạo, pháp ngữ của các bậc thiền Sư, cổ đức, các công án ở trong các quyển Ngữ Lục, rồi cùng thảo luận với các đệ tử và soạn ra bộ Chính Pháp Nhãn Tạng gồm 6 quyển.
Năm 1150, Sư lại bị đày đến vùng Mai Châu, Quảng Đông. Nơi đây là vùng chướng khí không thích hợp cho người ở, dễ bị mắc các bệnh dịch. Vì thế đồ chúng tham học ở đây với Sư khoảng 100 người thì mắc bệnh dịch chết hơn một nửa, thiền khách khắp nơi vẫn đến đây tham học, dù chết cũng không hối hận. Sư vẫn an nhiên tự tại, giữ tâm bình thường, và giáo hóa người dân ở vùng này. Đến năm 1155, Sư được vua Tống Cao Tông ân xá, năm sau mặc lại tăng phục, cà sa. Vua ra chiếu chỉ thỉnh Sư đến trụ trì ở chùa Dục Vương.
Hai năm sau, vua lại ra chiếu thỉnh Sư trở lại trụ trì giáo hóa ở núi Kính Sơn, tăng tục bèn trở lại tham học như cũ. Bấy giờ Sư được người đời kính trọng, tôn xưng gọi là Kính Sơn Đại Huệ Thiền Sư, Kính Sơn Lão Nhân. Tống Hiếu Tông khi còn làm Phổ An Quận Vương nghe danh tiếng của Sư bèn sai người đến yết kiến Sư. Thời gian sau, vua và các quần thần cùng vào trong Kính Sơn nghe Sư thuyết pháp và rất ngưỡng mộ, quy y với Sư. Vua có đề hai chữ Diệu Hỷ ở trước am của Sư để tỏ lòng thành kính và làm thơ tán thán đạo hạnh của Sư. Sau khi lên ngôi, Tống Hiếu Tông bèn ban cho Sư hiệu là Đại Huệ Thiền Sư. 
Trong cuộc đời hoằng pháp của mình, Sư có tài biện luận ích người sánh kịp, người tham vấn mỗi khi nghe Sư giáo hóa liền khai ngộ, thông suốt chân tâm. Sư chủ trương đề xướng Thiền công án, thoại đầu; người học dựa vào đó để tham cứu, khởi nghi tình và cuối cùng đạt đến giác ngộ, kiến tánh. Đương thời pháp thiền công án của Sư cùng với thiền mặc chiếu của Thiền Sư Hoằng Trí Chính Giác tông Tào Động phát triển rực rỡ song song với nhau. 
Dù phản đối Thiền Mặc Chiếu nhưng ngữ lục vẫn ghi lại về việc thi thoảng Sư vẫn toạ Thiền. Đó là những lúc Sư bị mất ngủ vào giữa đêm và thức giấc. Sư bèn toạ Thiền một vài thời và cảm thấy sảng khoái. Đối với Đại Huệ, toạ Thiền là thuốc trị bệnh dành cho những người bị thân bệnh. Còn muốn đạt được kiến tính thì phải tham cứu thoại đầu. 

Ngày 10 tháng 8 (1163), niên hiệu Long Hưng năm đầu,  Sư gọi đồ chúng đến căn dặn rồi thị tịch, thị giả xin Sư viết kệ. Sư bảo: "Không có kệ thì không chết được sao?" rồi cầm bút viết:
Sinh cũng chỉ thế ấy
Tử cũng chỉ thế ấy
Viết kệ cùng không kệ
Có gì là quan trọng?
Viết xong, Sư ném bút thị tịch, thọ 75 tuổi, 58 tuổi hạ, vua sắc phong thụy hiệu là Phổ Giác Thiền Sư. Tháp mộ của Sư nay còn tại Thiên Đồng Cảnh Đức Thiền Tự, Ninh Ba, Triết Giang.

## Tác phẩm
Các phẩm của Sư để lại gồm có:  
- Chính Pháp Nhãn Tạng (zh: 正法眼藏, 6 quyển).
- Đại Huệ Thiền Sư Ngữ Lục (zh: 大慧普覺禪師語錄, 30 quyển): Sách này được một vị Sư người Anh dịch ra tiếng Anh và phổ biến ở phương Tây với tên gọi: Swampland Flowers: Letters and Lectures of Zen Master Ta Hui.
- Đại Huệ Tông Môn Vũ Khố (zh: 宗門武庫, 1 quyển).